# Maria Hanowerska (1776–1857)
Maria Hanowerska (ur. 25 kwietnia 1776 w Londynie, zm. 30 kwietnia 1857 tamże) – księżniczka Wielkiej Brytanii i Irlandii, Hanoweru, Brunszwiku-Lüneburga oraz poprzez małżeństwo księżna Gloucester i Edynburga.
Urodziła się jako czwarta córka (jedenaste spośród piętnaściorga dzieci) króla Jerzego III i jego żony królowej Charlotty.
22 lipca 1816 w St. James’s Palace poślubiła swojego brata stryjecznego - księcia Gloucester i Edynburga Wilhelma Fryderyka. Para nie miała dzieci.

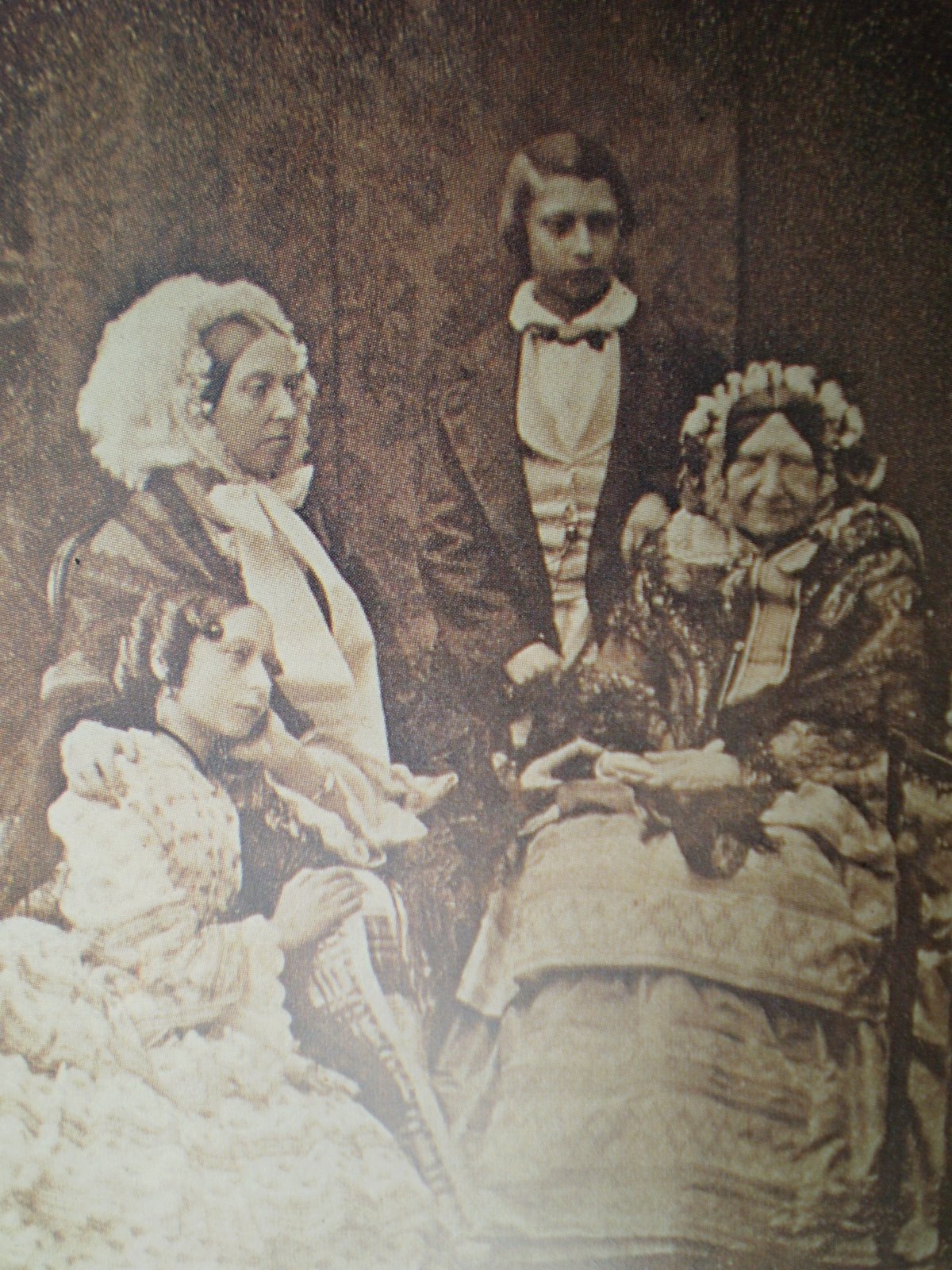
Księżniczka Maria po prawej z bratanicą Królową Wiktorią i jej dziećmi księciem Walii (później król Edward VII) i księżniczką Alicją. Dagerotyp autorstwa Antoine’a Claudeta z 1856

Jako jedyna z piętnaściorga dzieci Jerzego III Hanowerskiego została sfotografowana.